# Orquestra de Viola Caipira de Franco da Rocha
A Orquestra de Viola Caipira de Franco da Rocha é uma orquestra da cidade de Franco da Rocha, em São Paulo. Foi fundada pelo professor de música Fábio "Sabiá" Miranda, em 2017, com o intuito de promover a apresentação de instrumentistas de viola caipira, instrumento central do folclore paulista. 
Em 2022, foi indicada ao Prêmio Inezita Barroso, realizado pela Assembleia Legislativa do Estado de São Paulo.